# F22 – Nova akademijska scena
F22 – Nova akademijska scena dugoročni je projekt Akademije dramske umjetnosti koji za cilj ima otvaranje javnog prostora mladim kazališnim umjetnicima i predstavljanje njihovih radova kazališnoj publici. F22 nalazi se u Frankopanskoj ulici 22. Akademiji dramske umjetnosti je taj prostor ustupio Leksikografski zavod Miroslav Krleža.

## Povijest
Prostor u kojem se nalazi F22 – Nova akademijska scena je do 14. ožujka 2015. koristila Muzička akademija Sveučilišta u Zagrebu. 
Dana 14. ožujka 2015. održana je prva predstava u prostoru F22 pod nazivom "Pomutnje", u produkciji Akademije dramske umjetnosti, Eurokaza i neprofitne udruge Domino. Taj se datum smatra i otvaranjem F22. Razlog za otvaranje F22 proizlazi iz potrebe za novim prostorom u kojem će se održavati nastavni sadržaji, kazališni pokusi i studentski ispiti. Na novoj akademijskoj sceni se od otvorenja redovito odvijaju kazališne probe i postavljaju ispitne produkcije, prikazuju studentske predstave te druga događanja. Misija projekta je trajno uspostavljanje novog scenskog prostora kojeg će posjećivati studenti i ostala kazališna publika i u svrhu poboljšanja stvaralačkih procesa novih generacija zagrebačkih, hrvatskih i svjetskih kazališnih, izvedbenih i filmskih umjetnika. 

## Dimenzije
F22 – Nova akademijska scena pravokutni je prostor širine 19,52m i duljine 23,5m.  
Glavna prostorija je širine 16,15m i duljine 23,5m. Središnji dio glavne prostorije najčešće se koristi kao prostor izvedbe. Gledalište koje može primiti 240 osoba nalazi se na južnom dijelu glavne prostorije, a prema specifičnim potrebama predstava i drugih manifestacija, gledalište se može postaviti i u drugačijem prostornom rasporedu. 
Odijeljeni prostor na zapadnom dijelu F22 je širine 3,37m i duljine 17m. Sastoji se od tri prostorije koje imaju funkciju prostorije za odlaganje te čuvanje kostima i scenografije te prostorije za presvlačenje izvođača ili glumica. U odijeljenom dijelu navedene površine nalazi se i sanitarni čvor.

## Popis događanja
Scena F22 je prostor u kojem se organiziraju različita umjetnička događanja: studentske ispitne predstave, profesionalne predstave, izvedbeni i dramski projekti, promocije knjiga, gostovanja, predavanja te projekcije filmova.
Popis zapaženijih događanja organiziranih u prostoru F22:

#### Studentske ispitne predstave i profesionalne predstave
- Raimund Hodge: "KVARTET," profesionalna predstava (2016.)
- M. Držić: "Venere i Adon," studentice Kazališne režije i radiofonije Arije Rizvić (2017.)
- "Dog’s Thoughts Revised," Ispit 1. BA godine Odsjeka plesa (2017.)
- Plesna izvedba "Hunting Family #4", međunarodna suradnja švedskog Umjetničkog centra Vitlycke i Akademije dramske umjetnosti. (2018.)
- Gabriel García Márquez : “Ona je samo došla telefonirati,” studentice Kazališne režije i radiofonije Rajne Racz (2018.)
- Janko Polić Kamov: "Tragedija mozgova", studenta Kazališne režije i radiofonije Dražena Krešića (2019.)
- Mjuzikl "Šuma Striborova", profesionalna predstava (2019.)
- Prema motivima "Šest lica traži autora" Luigija Pirandella: "Proba Pirandella" studenta Kazališne režije i radiofonije Vanje Jovanovića (2020.)

#### Predavanja i promocije knjiga
- Jacques Rancière, razgovor s filozofom (2015.)
- "Autentična krivotvorina: slika i slikarstvo danas", predavanje belgijskog vizualnog umjetnika Luca Tuymansa (2017.)
- Razgovor s koreografom Milkom Šparemblekom (2018.)
- "Indoš i Živadinov, teatro-bio-grafije: sveto i ludičko kao modusi političkoga u teatru", predstavljanje knjige teatrologinje Agate Juniku (2020.)
- "Glembajevi: dvojno čitanje", Predstavljanje knjige teatrologa Gorana Pavlića (2020.)

#### Druga događanja
- "Zašto obrazovanje za kreativne industrije nije dio strategije RH?", tribina Akademije dramske umjetnosti.
- Zagreb Film Festival (2017.)
- Gostovanje nizozemske plesačice i predavačice Ellen van Schuylenburch (2017.)
- 3. PITCHADU – Pitching forum Akademije dramske umjetnosti (2018.)
- DeSADU, godišnji festival dramskog čitanja tekstova studenata Dramaturgije
- Otvorenje 56. Goranovog proljeća (2019.)